# Lepidoctopus joaquini
Lepidoctopus joaquini — вид восьминогів родини Octopodidae. Описаний 2019 року.

## Поширення
Ендемік Амазонського коралового рифу біля узбережжя Бразилії. Виявлений у шлунку риб Lutjanus purpureus. Живих екземплярів поки не виявлено.

## Опис
Генетичний аналіз зразків виявив, що Lepidoctopus є базальним членом родини Octopodidae. На тілі має подушкоподібні вирости, що надають восьминогу лускатий вигляд.